# Puurs
Puurs ist eine ehemalige Gemeinde in der belgischen Provinz Antwerpen. Sie umfasste die Ortschaften Breendonk, Kalfort, Liezele, Ruisbroek sowie Puurs und zählte 17.452 Einwohner (Stand 1. Januar 2018). Zum 1. Januar 2019 fusionierte Puurs mit Sint-Amands zur neuen Gemeinde Puurs-Sint-Amands.

## Lage und Infrastruktur
Das Gebiet der ehemaligen Gemeinde befindet sich nur wenige Kilometer südlich der Mündung der Rupel in die Schelde. Mechelen liegt 15 Kilometer südöstlich, Antwerpen 18 Kilometer nördlich und Brüssel etwa 26 km südlich. Die nächsten Autobahnabfahrten befinden sich im Osten bei Rumst und Mechelen an der A1/E 19 und bei Sint-Niklaas im Westen an der A14/E 17.
Die Gemeinde besaß einen Regionalbahnhof an der Bahnlinie Sint-Niklaas – Puurs – Mechelen. Der Flughafen Antwerpen war der nächste Regionalflughafen und Brüssel National nahe der Hauptstadt der nächste internationale Flughafen.

## Geschichte
Im 10. Jahrhundert waren die Benediktinermönche der Abtei Kornelimünster in Aachen die Landesherren.
Im August 1940 wurde in Puurs die Widerstandsgruppe De Zwarte Hand gegründet, eine der ersten in Belgien. Im Herbst 1941 flog die Gruppe auf: 109 Männer wurden verhaftet und in Gefängnisse und später in ein Lager transportiert. Zwölf der Männer wurden hingerichtet; nur 37 Gruppenmitglieder überlebten bis Kriegsende.

## Sehenswürdigkeiten
Die Sint-Pieterskerk, auch „Kathedrale von Klein-Brabant“ genannt, wurde im 15. Jahrhundert im romanischen Stil erbaut. Ihr barocker Glockenturm stammt aus dem späten 17. Jahrhundert.
Die Gegend um Kalfort ist für den dort angebauten Spargel bekannt.

## Bekannte Einwohner
- Dina Tersago (* 1979), Miss Belgien von 2001
- Kris Peeters (* 1962), flämischer Ministerpräsident (CD&V) und Gemeinderatsmitglied in Puurs
- Annemie Turtelboom (* 1967), belgische Justizministerin (Open Vld) und Gemeinderatsmitglied in Puurs